# Admiralitní kolegium

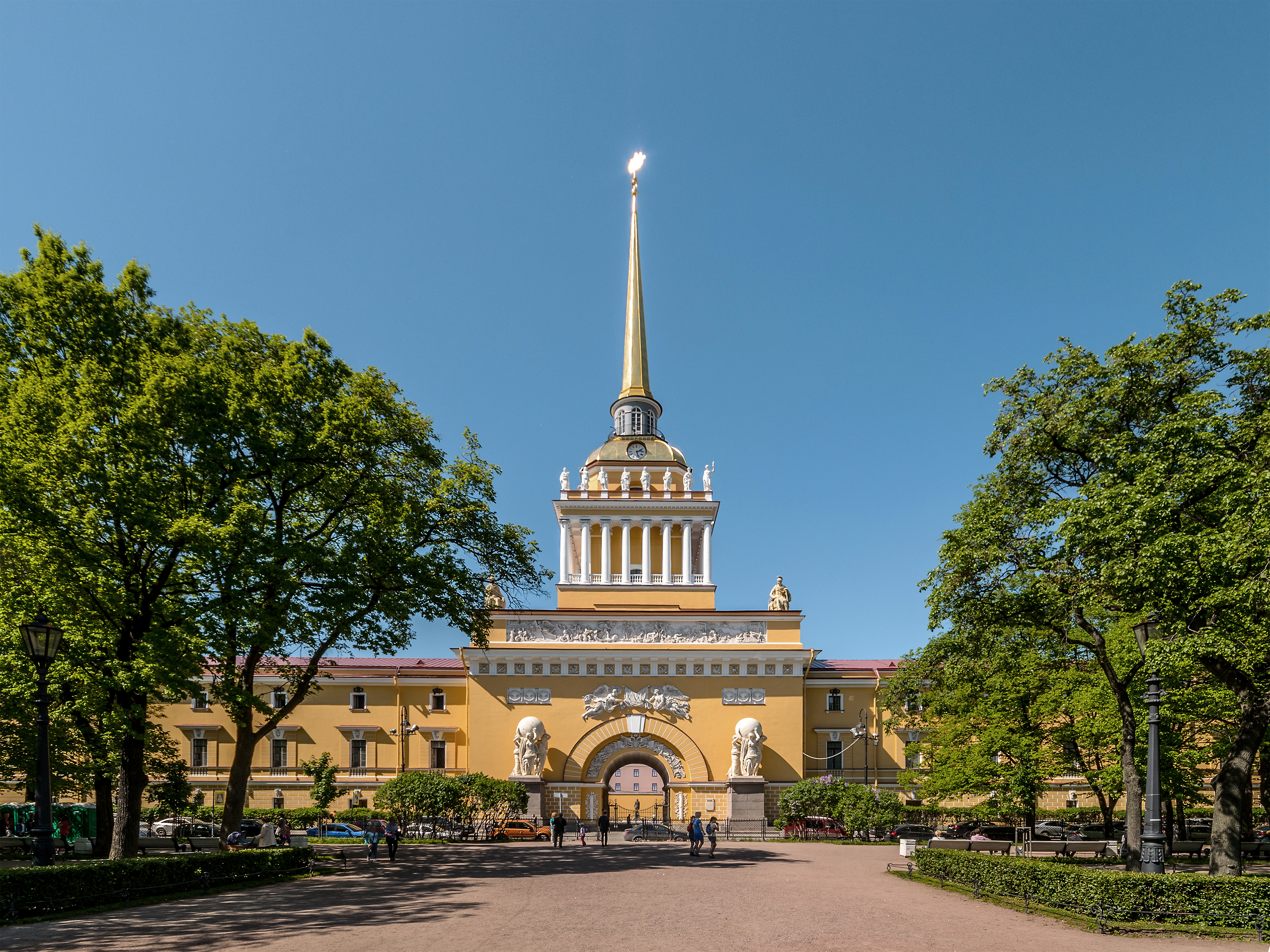
Budova Admiralitního kolegia v Petrohradě.

Admiralitní kolegium (rusky Адмиралтейств-коллегия) bylo nejvyšším administrativním orgánem ruského carského námořnictva v letech 1718–1827.
Založil ho 12. prosince 1718 car Petr I. Veliký. Do jeho kompetence patřil dozor nad stavbou válečných lodí, přístavů, kanálů. Dále spravovalo admiralitní loděnici, vyzbrojovalo a vybavovalo lodě, dohlíželo na výcvik námořních důstojníků atd. Prvním prezidentem kolegia byl ustanoven Fjodor Matvejevič Apraksin a sídlem byl ustanoven Sankt-Petěrburg. V roce 1720 vydalo soubor námořních předpisů pod názvem Книга – устав морской о всем, что касается доброму управлению в бытность флота в море (Námořní předpis o všem, co se týká dobrého vedení loďstva na moři), jehož spoluautorem byl sám Petr Veliký. V roce 1802 se stalo admiralitní kolegium součástí ministerstva námořnictva. V roce 1827 bylo pak přetransformováno v admiralitní radu (Адмиралтейств-совет), která poté vyvíjela činnost až do Říjnové revoluce v roce 1917.